# Deutsche Badmintonmeisterschaft 2004
Die Deutsche Badmintonmeisterschaft 2004 fand vom 29. Januar bis zum 1. Februar 2004 in Bielefeld statt.

## Medaillengewinner
| Disziplin    | Gold                                                                        | Silber                                                                 | Bronze                                                               |
| ------------ | --------------------------------------------------------------------------- | ---------------------------------------------------------------------- | -------------------------------------------------------------------- |
| Herreneinzel | Björn Joppien (FC Langenfeld)                                               | Jens Roch (PSV Ludwigshafen)                                           | Conrad Hückstädt (EBT Berlin)                                        |
| Herreneinzel | Björn Joppien (FC Langenfeld)                                               | Jens Roch (PSV Ludwigshafen)                                           | Andreas Wölk (FC Langenfeld)                                         |
| Dameneinzel  | Xu Huaiwen (1. BC Bischmisheim)                                             | Petra Overzier (1. BC Beuel)                                           | Karin Schnaase (SC Union 08 Lüdinghausen)                            |
| Dameneinzel  | Xu Huaiwen (1. BC Bischmisheim)                                             | Petra Overzier (1. BC Beuel)                                           | Stefanie Müller (FC Langenfeld)                                      |
| Herrendoppel | Björn Siegemund (VfB Friedrichshafen) Ingo Kindervater (TuS Wiebelskirchen) | Joachim Tesche (1. BC Bischmisheim) Jochen Cassel (TuS Wiebelskirchen) | Thomas Tesche (1. BC Bischmisheim) Kristof Hopp (1. BC Bischmisheim) |
| Herrendoppel | Björn Siegemund (VfB Friedrichshafen) Ingo Kindervater (TuS Wiebelskirchen) | Joachim Tesche (1. BC Bischmisheim) Jochen Cassel (TuS Wiebelskirchen) | Tim Dettmann (EBT Berlin) Michael Fuchs (1. BC Bischmisheim)         |
| Damendoppel  | Juliane Schenk (SC Union 08 Lüdinghausen) Nicole Grether (EBT Berlin)       | Michaela Peiffer (TuS Wiebelskirchen) Stefanie Müller (FC Langenfeld)  | Nicol Pitro (VfB Friedrichshafen) Petra Overzier (1. BC Beuel)       |
| Damendoppel  | Juliane Schenk (SC Union 08 Lüdinghausen) Nicole Grether (EBT Berlin)       | Michaela Peiffer (TuS Wiebelskirchen) Stefanie Müller (FC Langenfeld)  | Carina Mette (1. BC Bischmisheim) Kathrin Piotrowski (FC Langenfeld) |
| Mixed        | Björn Siegemund (VfB Friedrichshafen) Nicol Pitro (VfB Friedrichshafen)     | Kristof Hopp (1. BC Bischmisheim) Kathrin Piotrowski (FC Langenfeld)   | Mike Joppien (FC Langenfeld) Carina Mette (1. BC Bischmisheim)       |
| Mixed        | Björn Siegemund (VfB Friedrichshafen) Nicol Pitro (VfB Friedrichshafen)     | Kristof Hopp (1. BC Bischmisheim) Kathrin Piotrowski (FC Langenfeld)   | Michael Fuchs (1. BC Bischmisheim) Monja Bölter (EBT Berlin)         |